# Nature (installation de John Maeda)
Pour les articles homonymes, voir Nature (homonymie).
 (décembre 2020).
Nature est une installation de l'artiste américain John Maeda, 2005.
Pour son exposition à la Fondation Cartier pour l'art contemporain, John Maeda crée sept « paysages numériques » projetés sur grand écran. À partir de métaphores de la nature - les arbres, le ciel, l’herbe, la lune, le feu, le vent, la pluie, la neige - , il donne à voir l’espace numérique dans l’esprit d’une peinture de paysage.
L’artiste a conçu à cette occasion un tout nouveau programme pour «peindre dans l’espace et le temps». Réalisés à partir des gestes de l’artiste dans l’esprit de l’Expressionnisme abstrait et de l’Art gestuel, ces paysages se veulent des équivalents numériques des phénomènes naturels (l’herbe qui pousse, la pluie qui tombe…), démontrant l’existence d’une « nature informatique ». En dévoilant avec poésie l’univers invisible de l’ordinateur, John Maeda ouvre la voie de l’ère post-numérique qui est selon lui la prochaine étape du développement informatique.